# Claus Jansen Rollwagen
Claus Jansen Rollwagen, niederländisch: Claes Jansz. Rolwaghen, (* um 1588 in den Niederlanden; begraben am 26. September 1631 in der Grote Kerk in Alkmaar) war ein niederländischer Landmesser und Deichgraf.

## Leben und Wirken
Claus Jansen Rollwagen war ein Sohn des Deichgrafen Johann Clausen Rollwagen und dessen Ehefrau Clara, geborene van der Voort. Er selbst heiratete vor 1616 Susanna de Moll, mit der er mehrere Kinder hatte. Sie war eine Tochter des Bankiers Joris Jacobsz. de Mol und der Emerentia Dimmer aus Alkmaar.
Rollwagens Kindheit und Jugend sind nicht dokumentiert. Er erwarb vermutlich in Amsterdam und Alkmaar, wo sich sein Vater um 1600 aufhielt, ausreichende Kenntnisse in theoretischer und angewandter Mathematik, um den Beruf des Landmessers ergreifen zu können. Er arbeitete für seinen Vater an der Westküste Schleswig-Holsteins und wurde im Sommer 1610 hier erstmals belegt tätig. Im Oktober 1610 bestallte der Gottorfer Herzog Johann Adolf seinen Vater zum Generaldeichgraf. Claus Jansen Rollwagen trat am selben Tag als Landmesser in die Dienste des Herzogs.
Im September 1615 besuchte Rollwagen mit seinem Schwager Jacob de Moll und Jan Clausen Coott die Insel Nordstrand. Er plante den Verlauf eines neuen Seedeiches, der vor Olgrof, Brunock und Stintebüll entstehen sollte. Der Herzog ermutigte ihn offensichtlich, gemeinsam mit seinem Schwager erstmals als Deichmeister die Bauausführung zu übernehmen. Jan Clausen Coott erhielt aufgrund eines günstigeren Angebots jedoch den Zuschlag. 1616 ernannte der neue Herzog Friedrich III. Vater und Sohn Rollwagen zu Generaldeichgrafen. Belege für Claus Jansen Rollwagens Wirken in den Folgejahren existieren nicht. Bekannt ist nur eine gedruckte Karte des Koogs von Ritzebüttel, den Rollwagens Vater 1618 baute.
Ab 1622 arbeitete Rollwagen als selbstständiger Planer und Geschäftsmann im Herzogtum Gottorf. Im August 1622 erstellte er für den Herzog mit Jacob de Moll ein Gutachten über mehrere Wasserbaumaßnahmen. Dazu gehörte die Entwässerung des größtenteils unbrauchbaren Gotteskooges sowie die Eindeichung der Tielenhemme, wofür sie einen umfangreichen Kostenvoranschlag einrichten. Bezüglich des Gotteskooges vereinbarten sie per Vertrag vom 20. September 1622 mit dem Herzog, dass dieser die Hälfte der trockengelegten Güter erhalten solle. Die andere Hälfte sollte an die Unternehmer und noch zu findende Geldgeber gehen.
Die Bauarbeiten der Entwässerungsgräben, die heute „Rollwagenzug“ heißen, begannen 1623. Jacob de Moll verunglückte wenig später tödlich. Im Juni 1624 unterzeichnete Rollwagen einen Erbpachtvertrag, nach dem er auch den herzoglichen Teil des Gotteskooges erhalten sollte. Aufgrund starker Flutschäden im Jahr 1625 konnte er das Vorhaben zunächst nicht umsetzen. Am 31. März 1631 vereinbarte er mit dem Herzog erneut den Unterhalt und Nutzung der Ländereien. Im Gegensatz zu seinem Vater, der lediglich als planender und leitender Ingenieur arbeitete, handelte es sich bei Rollwagens Pacht um ein Großunternehmen. Aufgrund zahlreicher Probleme bei der Entwässerung solcher Ländereien, die von ähnlichen Vorhaben bekannt waren, hätte Rollwagen vermutlich nur kurzzeitige Erfolge erreichen können.
Später reiste Rollwagen in die Niederlande, wo er Finanziers für den Gotteskoog anwerben wollte. Während dieser Reise verstarb er. Sein Amt als Deichgraf übernahm der zweite Schwager Isaac de Moll. Rollwagens verwitwete Ehefrau wohnte auf dem Hof Freesmark im Gotteskoog, den das Ehepaar 1624 mit Ländereien des Herzogs gepachtet hatte. Während der Burchardiflut ist sie „sambt Kindern, Gesinde und allem Haab versoffen“.